# Heureux les humbles
Heureux les humbles est un recueil de nouvelles de Jean de La Varende publié le 3 août 1942 aux éditions Gallimard. 

## Titres des nouvelles
1. Les Pèlerins d'Argentan, 1460, nouvelle.
2. Le Sancy, diamant, 1588, nouvelle.
3. Monsieur de Politzer, 1648, nouvelle.
4. Va-de-bon-cœur, sergent à Tournaisis, 1746, nouvelle.
5. La Phœbé ou les derniers galériens, 1760, nouvelle.
6. La Cavalière, 1794, nouvelle.
7. Le Pou, 1815, nouvelle.
8. Cinq-Amants, 1834, nouvelle.
9. Le Docteur Costard, 1900, nouvelle.

## Éditions
- Heureux les humbles, Paris, éditions Gallimard, 1942. 279 p.
- Heureux les humbles, Paris, Livre de poche, 1951, 313 p.